# Dicerorhinus
Dicerorhinus – rodzaj ssaków z podrodziny nosorożców (Rhinocerotinae) w obrębie rodziny nosorożcowatych (Rhinocerotidae).

## Genetyka
Większość nosorożcowatych cechuje się diploidalną liczbą chromosomów 82, także nosorożec sumatrzański. Tylko nosorożec czarny ma 84. Jest to prawie największa liczba chromosomów wśród ssaków, jedynie pewne gatunki gryzoni mają ich więcej w genomie.

## Ewolucja
Dicerorhinus należy do nosorożcowatych, starej rodziny ssaków, która pojawiły się jeszcze w epoce eoceńskiej. Pierwsze właściwe nosorożcowate pojawiły się w Euroazji i były niewielkimi zwierzętami, dopiero późnej zwiększając swe rozmiary zgodnie z zasadą Cope’a. Nie miały też jeszcze rogów. W oligocenie osiągnęły już znaczną różnorodność, choć nie opanowały jeszcze Afryki, z którą kojarzą się obecnie. W epoce tej istniały już formy o średnich i dużych rozmiarach. W oligocenie pojawiły się też pierwsze rogate nosorożce, Diceratherium.
Nosorożcowate osiągnęły w tej epoce istotny sukces ewolucyjny, obejmując szeroki zakres nisz ekologicznych. Dzięki dużym rozmiarom mogły wykarmić się szorstkim, słabej jakości pokarmem, w tym niską roślinnością bogatą w krzemionkę, na co odpowiedziały molaryzacją przedtrzonowcow. Jej stopień nie był jednak w obrębie gatunku cechą stałą, co doprowadziło do istotnego zamieszania w XX-wiecznej paleontologii, kiedy to na podstawie takich niestałych cech opisywano taksony, które potem okazywały się synonimiczne. Zwierzęta te zasiedliły Amerykę, Europę i Azję, a także Afrykę. Ich sukces z oligocenu nie trwał jednak wiecznie, jako że w miocenie doszło do wymarcia części linii wskutek zmian klimatycznych. Wymarły prawie wszystkie nosorożcowate amerykańskie, w Eurazji przetrwały tylko dwie linie. Przedstawiciele jednej z nich przypominały dzisiejsze nosorożce sumatrzańskie. Z tej właśnie linii wywodzi się sławny nosorożec włochaty, zamieszkujący w plejstocenie tereny północy Euroazji. Do dzisiaj nosorożce sumatrzańskie cechują się owłosieniem większym, niż pozostałe nosorożcowate, zwłaszcza młode osobniki, tracące włosy z biegiem życia.
Z drugiej strony pozycja rodzaju na drzewie rodowym nosorożcowatych nie została do końca wyjaśniona. Zazwyczaj zalicza się go do azjatyckiej podrodziny Rhinocerotinae, wraz z rodzajem Rhinoceros, obejmującym nosorożce indyjskiego i jawajskiego. Jednakże część autorów uważa go za bliższego nosorożcowatym afrykańskim, z którymi łączy go posiadanie obu rogów

## Rozmieszczenie geograficzne
Rodzaj obejmuje jeden żyjący współcześnie gatunek występujący na Sumatrze i Borneo.

## Morfologia
Długość ciała 236–318 cm, brak wiarygodnych danych na temat długości ogona, wysokość w kłębie 100–150 cm; masa ciała 600–950 kg (dotyczy tylko gatunku występującego współcześnie).

## Systematyka
Rodzaj zdefiniował w 1841 roku niemiecki zoolog Constantin Wilhelm Lambert Gloger w publikacji swojego autorstwa zatytułowanej Publiczny podręcznik historii naturalnej. Dla wykształconych czytelników ze wszystkich klas, a zwłaszcza dla dojrzałej młodzieży i ich nauczycieli. Gatunkiem typowym jest (oznaczenie monotypowe) nosorożec sumatrzański (D. sumatrensis). Wcześniejsza nazwa – Didermocerus – którą utworzył w 1828 roku brytyjski przyrodnik Joshua Brookes, została w 1969 roku na mocy uprawnień Międzynarodowej Komisji Nomenklatury Zoologicznej umieszczona w „Oficjalnym Indeksie Odrzuconych i Nieprawidłowych Nazw Rodzajowych w Zoologii”, co uzasadniono powszechnym stosowaniem późniejszej nazwy – Dicerorhinus – przez zoologów i paleontologów.

### Etymologia
- Didermocerus: gr. δι- di- ‘podwójny’, od δις dis ‘dwa razy’, od δυο duo ‘dwa’; δερμα derma, δερματος dermatos ‘skóra’; κερας keras, κερατος keratos ’róg’[10]. Gatunek typowy (oznaczenie monotypowe): Didermocerus sumatrensis Brookes, 1828 (= Rhinoceros sumatrensis G. Fischer, 1814).
- Dicerorhinus: δι- di- ‘podwójny’, od δις dis ’dwa razy’, od δυο duo ‘dwa’; κερας keras, κερατος keratos ‘róg’; ῥις rhis, ῥινος rhinos ‘nos, pysk’[11].
- Ceratorhinus: gr. κερας keras, κερατος keratos ‘róg’ ῥις rhis, ῥινος rhinos ‘nos, pysk’[12]. Gatunek typowy: Gray wymienił dwa gatunki – Rhinoceros sumatranus Raffles, 1821 (= Rhinoceros sumatrensis G. Fischer, 1814) i Ceratorhinus monspellianus J.E. Gray, 1868 (= †Rhinoceros megarhinus Christol, 1834) – z których typem nomenklatorycznym jest (późniejsze oznaczenie) Rhinoceros sumatrensis G. Fischer, 1814[13].

### Podział systematyczny
Do rodzaju należy jeden występujący współcześnie gatunek: 
- Dicerorhinus sumatrensis (G. Fischer, 1814) – nosorożec sumatrzański

Opisano również gatunki wymarłe:
- Dicerorhinus abeli (Forster Cooper, 1934)[16] (Azja; oligocen).
- Dicerorhinus cixianensis Chen Guanfang & Wu Wenyu, 1976[17] (Azja; miocen).
- Dicerorhinus fusuiensis (Yan Yaling, Wang Yuan, Jin Changzhu & Mead, 2014)[18] (Azja; plejstocen)
- Dicerorhinus gwebinensis Zin Maung Maung Thein, Takai, Tsubamoto, Thaung Htike, Egi & Maung Maung, 2008[19] (Azja; pliocen–plejstocen).
- Dicerorhinus montesi Santafé-Llopis, Casanovas Cladellas & Belinchon-García, 1987[20] (Europa; miocen).